# Murines Leukämievirus
Das Murine Leukämievirus oder Maus-Leukämie-Virus (MLV, auch MuLV oder englisch Friend leukemia virus, offiziell Murine leukemia virus) ist eine Spezies (Art) von Viren aus der Gattung der Gammaretroviren und gehört zur Familie der Retroviren (Retroviridae). MLV gehört neben dem Humanen Immundefizienzvirus (HIV-1, HIV-2) und dem Aviären Leukosevirus (ALV) zu den am besten untersuchten Virussystemen.
Es gibt sehr viele verschiedene Stämme bzw. Isolate des Virus (darunter das Friend virus, FV), die zum Teil nach ihren Entdeckern, zum Teil nach den Zellen benannt sind, die sie infizieren können. Die meisten Stämme wurden aus Mäusen, einige jedoch auch aus Ratten isoliert.

## Isolate
- Gross MLV – benannt nach Ludwik Gross,[2] (1951)
- Graffi MLV – benannt nach Arnold Graffi,[3] (1955)
- Friend MLV (Fr-MLV, manchmal auch FV) – benannt nach Charlotte Friend,[4] (1957)
- Moloney MLV (Mo-MLV, auch Mo-MuLV, M-MuLV), benannt nach John B. Moloney,[5][6] (1960). Dies ist das erste Retrovirus, dessen Genom vollständig sequenziert wurde (1981). Ein den Menschen infizierender naher Verwandter von Mo-MLV, das Xenotropic Moloney murine leukemia virus-Related Virus (XMRV), wurde 2006 entdeckt.[7][8][9]
- Abelson MLV (Ab-MLV, auch Ab-MuLV, A-MuLV), benannt nach Herbert T. Abelson,[10] (1970)

Diese Stämme können in vier verschiedene Gruppen klassifiziert werden: in ecotrope, xenotrope, polytrope und amphotrope Stämme.
Bei manchen Stämmen handelt es sich um Endogene Retroviren.
Das manchmal so bezeichnete Kirsten MLV wird vom ICTV mit (Stand November 2018) als Kirsten murine sarcoma virus (Ki-MSV, Kirsten MSV) in eine eigene Spezies derselben Gattung Gammaretrovirus gestellt, ebenso wie das Harvey murine sarcoma virus (Ha-MuSV, Harvey MSV).

## Anwendung
MLV ist das am häufigsten verwendete Virus zur Konstruktion retroviraler Vektoren und bereits in vielen Gentherapie-Studien im Einsatz. Auf der Basis von MLV werden auch replikationskompetente Vektoren entwickelt, die zur Tumorbekämpfung eingesetzt werden sollen. Es ist ein Modellvirus zur Untersuchung molekularer Mechanismen der Leukämieentstehung.
Eine modifizierte Reverse Transkriptase u. a. von Mo-MLV findet Anwendung bei Nachweismethoden mittels Reverse-Transkriptase-Polymerase-Kettenreaktion (RT-PCR).